# Alles ist die Sekte – Album Nr. 3
Alles ist die Sekte – Album Nr. 3 ist das dritte Album des Rap-Duos Royal TS (B-Tight & Sido). Es erschien am 13. Mai 2002 über das Independent-Label Aggro Berlin und wurde über das Label Groove Attack vertrieben.

## Hintergrund
Nachdem die Rapper Sido und B-Tight im Jahr 2001 auf dem neugegründeten Independent-Label Aggro Berlin unter Vertrag genommen wurden, sollten diese auf Anraten der Labelführung ihren Crew-Namen ändern, weshalb sowohl der musikalische Inhalt als auch das Cover-Artwork ihre Umbenennung von Royal TS in Alles ist die Sekte ankündigte.

## Titelliste
| #  | Titel                       | Gastbeiträge        | Produzent (Beat)         | Länge |
| -- | --------------------------- | ------------------- | ------------------------ | ----- |
| 1  | Yippie Kyo N.3              |                     | Sido                     | 1:56  |
| 2  | Rap geht auch gut           |                     | B-Tight                  | 3:06  |
| 3  | Atze und Matze 1 (Skit)     |                     |                          | 0:27  |
| 4  | Sag wie!                    |                     | Sido & B-Tight           | 2:50  |
| 5  | Opfermx Nr.2                |                     | Sido                     | 2:52  |
| 6  | 100Pro                      |                     | Sido                     | 4:20  |
| 7  | Wozu?                       |                     | B-Tight                  | 2:21  |
| 8  | Du weißt bescheid (PSX_RMX) |                     | Funk’n Roll              | 2:38  |
| 9  | Atze & Matze 2 (Skit)       |                     |                          | 0:16  |
| 10 | Passgenauauf                | Mesut               | Sido                     | 3:01  |
| 11 | Hier gehts um Rap           |                     | B-Tight als Mr. Romantik | 3:41  |
| 12 | Hör auf zu leben            | Bektas, Mesut       | Sido & B-Tight           | 4:24  |
| 13 | Erundich                    |                     | Sido                     | 4:36  |
| 14 | Im Park (Skit)              |                     |                          | 0:42  |
| 15 | Opfer                       |                     | B-Tight                  | 2:06  |
| 16 | Bei'm Gig (Skit)            |                     |                          | 0:28  |
| 17 | Westberlin                  |                     | B-Tight                  | 3:08  |
| 18 | So high... Tei.2            |                     | Sido                     | 2:19  |
| 19 | Bin was ich bin             |                     | B-Tight als Mr. Romantik | 3:57  |
| 20 | Das Mic & Ich               |                     | B-Tight                  | 3:48  |
| 21 | Haltdichraus!               | Drew                | Murat, Sido              | 3:45  |
| 22 | Aber Lan                    | Mesut, Bendt        | B-Tight                  | 3:47  |
| 23 | Nach 'm Gig (Skit)          |                     |                          | 0:52  |
| 24 | G's & B's (Open Mic)        | Atilla, Mesut, Cipo | Sido                     | 5:10  |
| 25 | Opfermx Nr.3                |                     | Sido als Jiggi Siggi     | 3:00  |
| 26 | Schlampen                   |                     |                          | 4:11  |

(*) Die Lieder 5 und 25 sind nur auf der CD-Edition enthalten.

## Produktion
Bis auf den Song Du weißt bescheid (PSX_RMX), erstellt von Funk’n Roll, wurden alle Beats des Albums entweder von Sido oder von B-Tight produziert, wobei die Beats der Lieder Sag wie! und Hör auf zu leben in Zusammenarbeit beider Rapper entstanden. Den Beat des Stücks Haltdichraus! produzierte Sido gemeinsam mit Murat. Scratches werden auf 9 Liedern von DJ Werd und auf einem von DJ Tash beigesteuert.

## Gastbeiträge
5 Stücke des Albums enthalten Gastbeiträge anderer Künstler. Der Rapper Mesut ist auf vier Liedern vertreten und ist auf dem Song Hör auf zu leben neben Bektas, auf dem Song Aber Lan neben Bendt und auf dem Song G's & B's (Open Mic) neben Atilla und Cipo zu hören, wobei er auf dem Lied Passgenauauf neben Sido und B-Tight als alleiniger Künstler auftritt. Auf dem Stück Haltdichraus! tritt der Rapper Drew in Erscheinung.

## Illustration
Das Cover zeigt zentriert auf weißem Hintergrund in den Farben schwarz und rot ein Studiomikrofon mit einem Totenkopf auf dessen Mikrofonkorb. Auf Höhe des Corpus steht in Schwarz der Schriftzug Royal TS, darunter in weiß Alles ist die Sekte und darunter etwas kleiner in Rot Album Nr. 3. In der linken oberen Ecke befindet sich in Schwarz das A.i.d.S. Logo und in der rechten unteren Ecke das rote Aggro Berlin Logo. Die grafische Umsetzung erfolgte durch Specter Berlin.

## Musikvideo
Eine Videoauskopplung des Albums erschien zu dem Song Westberlin.